# Ana Istarú
Ana Istarú, pseudònim literari d'Ana Soto Marín (San José, 3 de febrer de 1960), és una actriu i escriptora costa-riquenya que conrea la poesia i la dramatúrgia.

## Biografia
Gràcies al seu pare, Enrique Soto Borbó, Ana Istarú es va introduir al món de les lletres. La seva mare —l'economista i política liberacionista Matilde Marín Chinchilla de Soto (San José, 29 de juny del 1931-29 de setembre del 1986, que va ser dues vegades diputada a l'Assemblea Legislativa de Costa Rica, li va inculcar la passió pel teatre.
Als quinze anys va publicar el seu primer poemari, Palabra nueva i amb el segon, Poemas para un día cualquiera, va obtir un premi de l'Editorial Costa Rica. Però és amb el quart poemari que li va arribar l'autèntica fama literària. Amb el títol La estación de fiebre, el llibre es va publicar al 1983, dos anys després d'haver-se diplomat en Arts Dramàtiques a la Universitat de Costa Rica, arran d'haver obtingut el premi organitzat al 1982 per EDUCA, i ha estat reeditat a Espanya el 1991 (Visor) i 2011 (Torremozas). També va ser publicat a França per La différence, en edició bilingüe i amb traducció de Gérard de Cortanze, que ha traduït al francès escriptors com Ernesto Cardenal, Roque Dalton, Juan Gelman i Vicente Huidobro. L'obra és un camt eròtic en el qual el protagonista —a més de l'autora— és el pintor i professor francès César Maurel (París, 1952), que viu a Costa Rica des del 1981, amb qui Istarú es va casar a principis d'aquesta dècada.
Els crítics destaquen que la seva poesia està carregada d'erotisme, fet que ha donat motiu a la polèmica entre els lectors, i al mateix temps que té perspectiva de gènere. A la seva poesia Istarú expressa sense cap por els sentiments més profunds de la dona. “Ple d'alta temperatura eròtica sostinguda de principi a fi, s'expressa en un vocabulari personal i estricte aconseguint així, en un tema tan difícil, una harmonia d'expressió emotiva amb un govern infalible de la forma”, va dir el jurat del premi llatinoamericà EDUCA, a propòsit del llibre guardonat.
Les peces d'Istarú tracten temes d'actualitat i han estat portades a l'escenari no només a Costa Rica, sinó també a altres països d'Amèrica, Estats Units i Europa. Un bon exemple és el fet que Hombres en escabeche, amb la seva posada en escena a Portugal, va arribar el 2010 a ser "trenta-quatre estrena professional a l'estranger".
La directora María Bonilla que, amb el Teatro Universitario, va escollir Madre nuestra que estás en la tierra per inaugurar la temporada 2010 a Costa Rica, va assenyalar a propòsit d'aquesta peça que tracta de quatre generacions de dones que han d'enfrontar el paper que societat els imposa i el que s'imposen elles mateixes: “Les dones hem de treballar en la construcció de la nostra identitat, lluny de les convencions socials, de l'educació repressora que hem rebut i de la mirada masculina, elements tots que són importants i cal tenir en compte, però que no són els que han de definir-nos”. I Istarú comenta: “L'obra la vaig concebre després de fer una reflexió sobre com les famílies es van reiterant de generació en generació, i que moltes vegades les mateixes dones érem transmissores de valors sexistes que obeïen en la seva concepció a un ordre social patriarcal”.
El repertori d'Istarú com a actriu de teatre inclou papers protagonistes dins d'obres clàssiques i contemporànies. Ha fet incursions al cinema, fent papers a pel·lícules costa-riquenyes i sèries de televisió com Eso que llaman hogar, i també ha col·laborat amb el director Esteban Ramírez el guió de Caribe, pel·lícula protagonitzada pel cubà Jorge Perugorría i premiada a diversos festivals.
La seva obra, tant poètica com dramàtica, i el seu treball d'actriu han estat mereixedors de diversos premis. De la mateixa manera, antologies americanes i europees han seleccionat els seus poemes, que també han estat traduïts a diversos idiomes, com l'alemany, el francès, l'holandès, l'anglès o l'italià.
A partir del 2002, Istarú va escriure columnes d'opinió, primer al setmanari El Financiero i després a la revista dominical Proa del diari La Nación. Sobre aquestes, que va reunir el 2010 al llibre 101 artículos, diu: “El meu estil d'escriptura no cerca l'objectivitat, és escandalosament subjectiu amb l'afany de seduir al lector amb jocs de paraules, ritmes, però, sobretot, amb idees”.

## Premis
- Premi Jove Creació 1976 (Editorial Costa Rica) per Poemas para un día cualquiera[15]
- Premi Llatinoamericà EDUCA 1982 per La estación de fiebre[15]
- Premi Nacional 1990 a l'actriu debutant
- Beca Guggenheim (1990)[15]
- Premi María Teresa León 1995 per a Autores Dramàtiques per Baby Boom en el paraíso (Associació de Directors d'Escena d'Espanya)[15]
- Premi Nacional 1996 a la millor actriu protagonista pel seu treball a Baby Boom en el paraíso
- Premi Germans Machado de Teatre 1999 per Hombres en escabeche (Sevilla)[15]
- Premi Ancora de Teatre 1999-2000
- Premi Nacional de Dramatúrgia 2005 pel seu monòleg en un acte La loca[15]
- Premi Nacional 2014 a la millor actriu protagonista per la seva actuació a Virus[17]

## Obres
- Palabra nueva, poesía, Imprenta Trejos, Costa Rica, 1975
- Poemas para un día cualquiera, Editorial Costa Rica, 1977
- Poemas abiertos y otros amaneceres, Editorial Costa Rica, 1980
- La estación de fiebre, poesía, Editorial Universitaria Centroamericana, San José, 1983 (reeditado por Ediciones Torremozas, Madrid, 2011, con presentación de Carmen Naranjo[18])
- El vuelo de la grulla, teatre, 1984
- La muerte y otros efímeros agravios, poesia, Editorial Costa Rica, 1988
- La estación de fiebre y otros amaneceres, Visor Libros, Madrid, 1991
- Verbo madre, poesia, Editorial Mujeres, Costa Rica, 1995
- Madre nuestra que estás en la tierra, teatre, 1996
- Baby Boom en el paraíso, teatre (monòleg que aborda el tema de l'embaràs explicat des de la perspecitva d'Ariana, protagonista de la seva pròpia història), Madrid: Publicaciones de la ADE, 1996, Serie: Literatura Dramática Iberoamericana, Nº15, 1996[19]
- Hombres en escabeche, teatro, 2000 (publicado en 2001 por el Ayuntamiento de Sevilla, Área de Cultura y fiestas mayores. Colección Compás, 19, 2001)
- Sexus benedictus, teatro, 2004
- Caribe, guió de la película homònima, 2004;[20] escrita conjuntament amb el director Esteban Ramírez
- La loca, teatre (monòleg), 2005
- Poesía escogida, Editorial Costa Rica, 2007
- La cuna, teatre (monòleg), 2008[21]
- Baby Boom en el Paraíso / Hombres en escabeche, teatre, Editorial Costa Rica, 2011
- 101 artículos, 2010, recopilació de columnes publicades en el setmanari El Financiero i Proa, la revista dominical de La Nación entre 2002 i 2009[16]
- Poesía escogida. Nueva edición, Editorial Costa Rica, 2011